# 善き人に悪魔は訪れる
『善き人に悪魔は訪れる』（よきひとにあくまはおとずれる、No Good Deed）は2014年のアメリカ合衆国のサイコスリラー映画。監督はサム・ミラー、主演はイドリス・エルバが務める。

## ストーリー
コリン・エヴァンスは6人を殺したため、殺人罪で刑務所に入れられた。5年の服役の後、仮釈放申請を出したが、テネシー州に却下された。ところが、コリンは役所から刑務所に帰る途中に護衛と運転手を銃で撃って脱走してしまう。
テッリ・グランジャーは赤ん坊のサム、幼い娘のライアンとともにジョージア州アトランタで暮らしていた。テッリの親友であるメグは2人で息抜きをしようとテッリに持ち掛けた。テッリの夫であるジェフリーはテッリを愛していたにも拘らず、テッリに対して非協力的でイラついていた。ジェフリーは帰宅すると、自分の父親に会いに行くために荷作りをした。
その頃、コリンはアトランタにやって来て、元婚約者のアレクシスにつきまとっていた。コリンはアレクシスが浮気をしていた証拠を突きつけたのである。アレクシスが浮気を認めると、コリンはアレクシスを惨殺した。現場から離れる途中でコリンは自動車をぶつけたため、嵐の中を近くの家まで歩いた。その家はテッリの住む家だった。コリンはテッリに事情を話した。コリンが殺人犯だと知らないテッリはコリンを家に迎え入れてしまう。

## キャスト
※括弧内は日本語吹替
- コリン・エヴァンス - イドリス・エルバ（西垣俊作）
- テッリ・グランジャー - タラジ・P・ヘンソン（渡辺ゆかり）
- ドクター・ロス - ウィルバー・フィッツジェラルド（英語版）
- メグ - レスリー・ビブ（出穂恭子）

テッリの友人。
- アレクシス - ケイト・デル・カスティーリョ（三浦莉奈）

コリンの元婚約者。
- ジェフリー・グランジャー - ヘンリー・シモンズ（庄司然）

テッリの夫。
- ライアン・グランジャー - ミラージュ・ムーンシェイン

テッリとジェフリーの娘。
- 救急医療技術者 - マーク・スミス（英語版）

## 製作
本作の撮影は2012年4月にジョージア州アトランタで行われた。

## サウンドトラック
スクリーン・ジェムズとマディソンゲート・レコーズは2014年9月9日に本作のサウンドトラックを北米で発売した。同じ日にデジタル版の販売も始まった。

## 公開
当初、本作の北米公開日は2013年10月18日に設定されていた。しかし、2013年1月、本作を北米で配給するスクリーン・ジェムズは本作の北米公開を2014年1月17日（キング牧師の誕生日、MLKデーの週末）に延期すると発表した。ところが、その日はユニバーサル・ピクチャーズ配給のウィル・パッカー（本作のプロデューサー）が製作を務めた『ライド・アロング〜相棒見習い〜』の公開日であったため、2013年4月には、本作の公開日が2014年4月25日に再延期された。2013年10月には、スクリーン・ジェムズが特に理由を明かさずに、公開日が2014年9月12日になると発表した。
2014年6月12日、ソニー・ピクチャーズが本作のファースト・トレイラーを公開した。

### ホームメディア
本作のDVD及びブルーレイDVDは北米で2015年1月6日に発売された。

## 興行収入
本作は北米での公開初週末に2175館で公開され、2425万ドルを稼ぎ出し、週末興行収入ランキング初登場1位となった。

## 評価
映画批評集積サイトのRotten Tomatoesには50件のレビューがあり、批評家支持率は10%、平均点は10点満点で3.2点となっている。サイト側による批評家の意見の要約は「キレがなく、独創性もなく、退屈な作品だ。『善き人に悪魔は訪れる』は俳優の才能と観客の時間を浪費している。」となっている。また、Metacriticには17件のレビューがあり、加重平均値は26/100となっている。なお、本作のCinemaScoreはB+となっている。